# Sci alpino ai XXII Giochi olimpici invernali - Slalom speciale maschile
Tra le competizioni dello Sci alpino ai XXII Giochi olimpici invernali di Soči 2014 lo slalom speciale maschile si è disputato il 22 febbraio sulla pista Roza Chutor di Krasnaja Poljana. L'austriaco Mario Matt ha vinto la medaglia d'oro, precedendo il connazionale Marcel Hirscher (argento) e il norvegese Henrik Kristoffersen (bronzo).
Detentore del titolo di campione olimpico uscente era l'italiano Giuliano Razzoli, che aveva vinto a Vancouver 2010 sul tracciato di Whistler (in Canada) precedendo il croato Ivica Kostelić (medaglia d'argento) e lo svedese André Myhrer (medaglia di bronzo).

## Risultati
| Pos. | Atleta                         | Nazione              | Tempo 1ª manche | Tempo 2ª manche | Tempo totale | Distacco |
| ---- | ------------------------------ | -------------------- | --------------- | --------------- | ------------ | -------- |
| 1    | Mario Matt                     | Austria              | 46,70           | 55,14           | 1:41,84      |          |
| 2    | Marcel Hirscher                | Austria              | 47,98           | 54,14           | 1:42,12      | +0,28    |
| 3    | Henrik Kristoffersen           | Norvegia             | 48,49           | 54,18           | 1:42,67      | +0,83    |
| 4    | Fritz Dopfer                   | Germania             | 48,46           | 54,26           | 1:42,72      | +0,88    |
| 4    | Stefano Gross                  | Italia               | 47,45           | 55,27           | 1:42,72      | +0,88    |
| 6    | Adam Žampa                     | Slovacchia           | 49,34           | 53,94           | 1:43,28      | +1,44    |
| 7    | Mattias Hargin                 | Svezia               | 47,45           | 56,15           | 1:43,60      | +1,76    |
| 7    | Markus Larsson                 | Svezia               | 48,04           | 55,56           | 1:43,60      | +1,76    |
| 9    | Sebastian Foss Solevåg         | Norvegia             | 49,08           | 55,03           | 1:44,11      | +2,27    |
| 9    | Ivica Kostelić                 | Croazia              | 48,75           | 55,36           | 1:44,11      | +2,27    |
| 11   | Mitja Valenčič                 | Slovenia             | 48,32           | 55,82           | 1:44,14      | +2,30    |
| 12   | Leif Kristian Haugen           | Norvegia             | 48,83           | 55,38           | 1:44,21      | +2,37    |
| 13   | Nolan Kasper                   | Stati Uniti          | 48,70           | 55,52           | 1:44,22      | +2,38    |
| 14   | Aleksandr Chorošilov           | Russia               | 48,71           | 55,52           | 1:44,23      | +2,39    |
| 15   | Julien Lizeroux                | Francia              | 48,69           | 55,63           | 1:44,32      | +2,48    |
| 16   | Michael Janyk                  | Canada               | 48,82           | 55,54           | 1:44,36      | +2,52    |
| 17   | Dave Ryding                    | Regno Unito          | 49,40           | 56,51           | 1:45,91      | +4,07    |
| 18   | Dalibor Šamšal                 | Croazia              | 50,71           | 58,28           | 1:48,99      | +7,15    |
| 19   | Ramon Zenhäusern               | Svizzera             | 51,01           | 58,39           | 1:49,40      | +7,56    |
| 20   | Phil Brown                     | Canada               | 49,97           | 59,68           | 1:49,65      | +7,81    |
| 21   | Alexandru Barbu                | Romania              | 52,82           | 59,84           | 1:52,66      | +10,82   |
| 22   | Iason Abramashvili             | Georgia              | 52,59           | 1:00,78         | 1:53,37      | +11,53   |
| 23   | Michał Jasiczek                | Polonia              | 52,88           | 1:00,60         | 1:53,48      | +11,64   |
| 24   | Marco Pfiffner                 | Liechtenstein        | 53,46           | 1:02,02         | 1:55,48      | +13,64   |
| 25   | Adam Barwood                   | Nuova Zelanda        | 54,21           | 1:01,97         | 1:56,18      | +14,34   |
| 26   | Warren Cummings Smith          | Estonia              | 55,08           | 1:02,20         | 1:57,28      | +15,44   |
| 27   | Mārtiņš Onskulis               | Lettonia             | 56,16           | 1:01,44         | 1:57,60      | +15,76   |
| 28   | Matej Vidović                  | Croazia              | 51,74           | 1:06,07         | 1:57,81      | +15,97   |
| 29   | Antonio Ristevski              | Macedonia            | 55,38           | 1:03,06         | 1:58,44      | +16,60   |
| 30   | Mohammad Kiadarbandsari        | Iran                 | 55,09           | 1:03,78         | 1:58,87      | +17,03   |
| 31   | Hossein Saveh-Shemshaki        | Iran                 | 55,46           | 1:03,90         | 1:59,36      | +17,52   |
| 32   | Alex Puente                    | Spagna               | 53,73           | 1:05,72         | 1:59,45      | +17,61   |
| 33   | Pavel Trichičev                | Russia               | 51,63           | 1:08,16         | 1:59,79      | +17,95   |
| 34   | Arman Serebrakian              | Armenia              | 55,90           | 1:04,67         | 2:00,57      | +18,73   |
| 35   | Konstantinos Sykaras           | Grecia               | 57,83           | 1:06,25         | 2:04,08      | +22,24   |
| 36   | Brynjar Guðmundsson            | Islanda              | 56,85           | 1:07,72         | 2:04,57      | +22,73   |
| 37   | Massimiliano Valcareggi        | Grecia               | 58,97           | 1:06,75         | 2:05,72      | +23,88   |
| 38   | Tarik Hadžić                   | Montenegro           | 1:00,95         | 1:06,99         | 2:07,94      | +26,10   |
| 39   | Artëm Voronov                  | Uzbekistan           | 1:00,42         | 1:10,54         | 2:10,96      | +29,12   |
| 40   | Conor Lyne                     | Irlanda              | 1:03,58         | 1:09,71         | 2:13,29      | +31,45   |
| 41   | Evgenij Timofeev               | Kirghizistan         | 1:02,47         | 1:12,96         | 2:15,43      | +33,59   |
| 42   | Alexandre Mohbat               | Libano               | 1:03,77         | 1:18,02         | 2:21,79      | +39,95   |
| 43   | Yohan Goutt Gonçalves          | Timor Est            | 1:09,01         | 1:21,88         | 2:30,89      | +49,05   |
|      | André Myhrer                   | Svezia               | 47,15           | DNF             | DNF          | DNF      |
|      | Jean-Baptiste Grange           | Francia              | 47,47           | DNF             | DNF          | DNF      |
|      | Ted Ligety                     | Stati Uniti          | 47,56           | DNF             | DNF          | DNF      |
|      | Felix Neureuther               | Germania             | 47,57           | DNF             | DNF          | DNF      |
|      | Alexis Pinturault              | Francia              | 47,78           | DNF             | DNF          | DNF      |
|      | Manfred Mölgg                  | Italia               | 48,38           | DNF             | DNF          | DNF      |
|      | Giuliano Razzoli               | Italia               | 48,50           | DNF             | DNF          | DNF      |
|      | Naoki Yuasa                    | Giappone             | 48,74           | DNF             | DNF          | DNF      |
|      | Akira Sasaki                   | Giappone             | 49,54           | DNF             | DNF          | DNF      |
|      | Trevor Philp                   | Canada               | 49,55           | DNF             | DNF          | DNF      |
|      | Santeri Paloniemi              | Finlandia            | 49,57           | DNF             | DNF          | DNF      |
|      | Kryštof Krýzl                  | Rep. Ceca            | 49,63           | DNF             | DNF          | DNF      |
|      | Justin Murisier                | Svizzera             | 49,92           | DNF             | DNF          | DNF      |
|      | Natko Zrnčić-Dim               | Croazia              | 50,64           | DNF             | DNF          | DNF      |
|      | Stefan Luitz                   | Germania             | 50,79           | DNF             | DNF          | DNF      |
|      | Filip Trejbal                  | Rep. Ceca            | 50,80           | DNF             | DNF          | DNF      |
|      | Nikola Čongarov                | Bulgaria             | 51,12           | DNF             | DNF          | DNF      |
|      | Sebastiano Gastaldi            | Argentina            | 53,24           | DNF             | DNF          | DNF      |
|      | Einar-Kristinn Kristgeirsson   | Islanda              | 54,04           | DNF             | DNF          | DNF      |
|      | Adam Lamhamedi                 | Marocco              | 54,47           | DNF             | DNF          | DNF      |
|      | Igor Laikert                   | Bosnia ed Erzegovina | 54,68           | DNF             | DNF          | DNF      |
|      | Mateusz Garniewicz             | Polonia              | 54,93           | DNF             | DNF          | DNF      |
|      | Norbert Farkas                 | Ungheria             | 55,68           | DNF             | DNF          | DNF      |
|      | Olivier Jenot                  | Monaco               | 55,89           | DNF             | DNF          | DNF      |
|      | Eugenio Claro                  | Cile                 | 57,08           | DNF             | DNF          | DNF      |
|      | Manfred Oettl Reyes            | Perù                 | 58,36           | DNF             | DNF          | DNF      |
|      | Dominic Demschar               | Australia            | 58,52           | DNF             | DNF          | DNF      |
|      | Andreas Žampa                  | Slovacchia           | 58,65           | DNF             | DNF          | DNF      |
|      | Dow Travers                    | Isole Cayman         | 1:07,03         | DNF             | DNF          | DNF      |
|      | Daniel Yule                    | Svizzera             | 48,38           | DSQ             | DSQ          | DSQ      |
|      | Axel Bäck                      | Svezia               | 49,02           | DSQ             | DSQ          | DSQ      |
|      | Brad Spence                    | Canada               | 49,55           | DSQ             | DSQ          | DSQ      |
|      | Jhonatan Longhi                | Brasile              | 59,24           | DSQ             | DSQ          | DSQ      |
|      | Dmytro Mycak                   | Ucraina              | 1:01,57         | DSQ             | DSQ          | DSQ      |
|      | Patrick Thaler                 | Italia               | DNF             | DNF             | DNF          | DNF      |
|      | Reinfried Herbst               | Austria              | DNF             | DNF             | DNF          | DNF      |
|      | Benjamin Raich                 | Austria              | DNF             | DNF             | DNF          | DNF      |
|      | Steve Missillier               | Francia              | DNF             | DNF             | DNF          | DNF      |
|      | David Chodounsky               | Stati Uniti          | DNF             | DNF             | DNF          | DNF      |
|      | Luca Aerni                     | Svizzera             | DNF             | DNF             | DNF          | DNF      |
|      | Jung Dong-hyun                 | Corea del Sud        | DNF             | DNF             | DNF          | DNF      |
|      | Sergej Majtakov                | Russia               | DNF             | DNF             | DNF          | DNF      |
|      | Kristaps Zvejnieks             | Lettonia             | DNF             | DNF             | DNF          | DNF      |
|      | Stefan Prisadov                | Bulgaria             | DNF             | DNF             | DNF          | DNF      |
|      | Georgi Georgiev                | Bulgaria             | DNF             | DNF             | DNF          | DNF      |
|      | Žan Kranjec                    | Slovenia             | DNF             | DNF             | DNF          | DNF      |
|      | Stepan Zuev                    | Russia               | DNF             | DNF             | DNF          | DNF      |
|      | Cristian Javier Simari Birkner | Argentina            | DNF             | DNF             | DNF          | DNF      |
|      | Kyung Sung-hyun                | Corea del Sud        | DNF             | DNF             | DNF          | DNF      |
|      | Matej Falat                    | Slovacchia           | DNF             | DNF             | DNF          | DNF      |
|      | Ross Peraudo                   | Australia            | DNF             | DNF             | DNF          | DNF      |
|      | Pol Carreras                   | Spagna               | DNF             | DNF             | DNF          | DNF      |
|      | Patrick Brachner               | Azerbaigian          | DNF             | DNF             | DNF          | DNF      |
|      | Klemen Kosi                    | Slovenia             | DNF             | DNF             | DNF          | DNF      |
|      | Maciej Bydliński               | Polonia              | DNF             | DNF             | DNF          | DNF      |
|      | Park Je-yun                    | Corea del Sud        | DNF             | DNF             | DNF          | DNF      |
|      | Emre Şimşek                    | Turchia              | DNF             | DNF             | DNF          | DNF      |
|      | Martin Vráblík                 | Rep. Ceca            | DNF             | DNF             | DNF          | DNF      |
|      | Jorge Birkner Ketelhohn        | Argentina            | DNF             | DNF             | DNF          | DNF      |
|      | Alex Beniaidze                 | Georgia              | DNF             | DNF             | DNF          | DNF      |
|      | Marko Vukićević                | Serbia               | DNF             | DNF             | DNF          | DNF      |
|      | Marko Rudić                    | Bosnia ed Erzegovina | DNF             | DNF             | DNF          | DNF      |
|      | Arthur Hanse                   | Portogallo           | DNF             | DNF             | DNF          | DNF      |
|      | Roberts Rode                   | Lettonia             | DNF             | DNF             | DNF          | DNF      |
|      | Jury Danilačkin                | Bielorussia          | DNF             | DNF             | DNF          | DNF      |
|      | Zhang Yuxin                    | Cina                 | DNF             | DNF             | DNF          | DNF      |
|      | Rokas Zaveckas                 | Lituania             | DNF             | DNF             | DNF          | DNF      |
|      | Constantinos Papamichael       | Cipro                | DNF             | DNF             | DNF          | DNF      |
|      | Luke Steyn                     | Zimbabwe             | DNF             | DNF             | DNF          | DNF      |
|      | Hubertus von Hohenlohe         | Messico              | DNF             | DNF             | DNF          | DNF      |
|      | Alisher Qudratov               | Tagikistan           | DNF             | DNF             | DNF          | DNF      |
|      | Kanes Sucharitakul             | Thailandia           | DNF             | DNF             | DNF          | DNF      |
|      | Ondřej Bank                    | Rep. Ceca            | DNS             | DNS             | DNS          | DNS      |
|      | Erjon Tola                     | Albania              | DNS             | DNS             | DNS          | DNS      |

Legenda:

DNF = prova non completata

DNS = non partito

DSQ = squalificato

Data: sabato 22 febbraio 2014

1ª manche:

Ore: 16.45 (UTC+3)

Pista: Roza Chutor

Partenza: 1 160 m s.l.m.

Arrivo: 960 m s.l.m.

Dislivello: 200 m

Tracciatore: Albert Doppelhofer (Germania)

2ª manche:

Ore: 20.15 (UTC+3)

Pista: Roza Chutor

Partenza: 1 160 m s.l.m.

Arrivo: 960 m s.l.m.

Dislivello: 200 m

Tracciatore: Ante Kostelić (Croazia)